# マーカー発振器
マーカー発振器（マーカーはっしんき、英: marker oscillator）とは、主に無線の受信機、送信機、トランシーバーといった無線機器の周波数目盛りを較正するために用いる発振器である。

## 概要
無線機に表示されている電波の周波数と、実際に受信または送信する電波の周波数とが正確に一致せず、ずれていることがある。周波数がずれる原因はいくつかあり、無線機に供給される電源電圧の変化、無線機の水晶振動子や発振回路の経年変化、周囲の温度、無線機の電源を入れてからの時間などに由来する。マーカー発振器は、このような場合、無線機に表示された周波数と実際に送受信している周波数とを較正するために用いられる。また、無線機を自作した場合、周波数ダイアルにはまだ目盛りがふられていない。マーカー発振器は、周波数ダイアルに正確に目盛りを打つためにも用いられる。

## 仕組み
マーカー発振器には、基準となる水晶発振回路がある。たとえば 1 MHz を基本波とする水晶発振回路である。この発振回路は、1 MHz とその整数倍の周波数（高調波）を発振するように作られる。つまり、1、2、3、…、10、11、12、… MHz の各周波数を同時に出力する。この状態では、周波数に 1 MHz 単位で目盛りを打った（マークした）ものさしを手に入れたことになる。
一般的には、基本となる水晶発振器の出力を分周（ぶんしゅう）して、さらに細かい周波数間隔の電波が出力できるようにする。上記の水晶発振回路にたとえば 1/10 の分周器（分周回路）を接続すると、100 kHz 単位の周波数が得られる。つまり、100、200、300、…、1000、1100、1200、… kHz の各周波数の電波を同時に出力するようになる。この分周器の出力にさらにもうひとつ 1/10 の分周器を接続すると、10 kHz 単位の周波数が得られる。つまり、10、20、30、…、100、110、120、…、1000、1010、1020、… kHz の各周波数の電波が同時に出力される。
上記の 1/10 という値を分周比という。
典型的なマーカー発振器では、たとえば、分周なし、1/10 分周、1/100 分周などと、セレクタ・スイッチで分周比を切り替えられるようになっている。

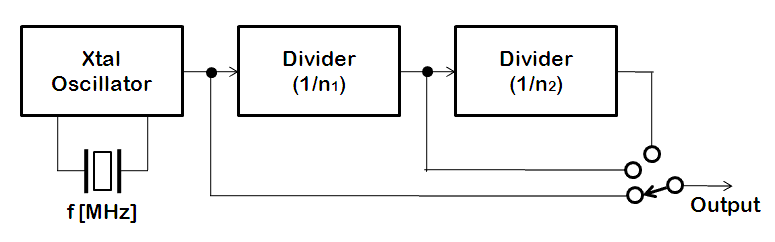
マーカー発振器のブロック図

## 較正の方法

### 受信機の周波数の較正
受信機の周波数の較正をする場合、マーカー発振器を動作させ、受信機の周波数ダイアルを回しながら、マーカー発振器からの電波を受信する。周波数ダイアルの表示が、マーカー発振器が出力している電波の周波数とずれていれば、正しい周波数を指すように受信機の周波数目盛りを調節する。

### 送信機の周波数の較正
受信機であらかじめマーカー発振器からの電波、たとえば 7.000 MHz を受信しておく（AM または SSB モードがよい）。送信機の周波数ダイアルを 7.000 MHz に合わせ、電波を送信する。送信機の周波数目盛りがずれていれば、受信機からはビート音が聞こえてくる。ビート音の周波数は、マーカー発振器の周波数と送信機が実際に送信している電波の周波数との差である。ビート音の周波数が低くなるように送信機の周波数ダイアルをゆっくりと回す。両方の送信周波数が完全に一致するとゼロビートという状態になり、ビート音は聞こえなくなる。この状態で、送信機の周波数目盛りが 7.000 MHz を指すように調節すれば、送信機の周波数の較正は完了する。

## マーカー発振器の較正
マーカー発振器を使用する場合、その都度、較正してから使用することが望ましい。マーカー発振器が出力する周波数も、供給される電源電圧、マーカー発振器の水晶振動子や水晶発振回路の経年変化、周囲の温度等の影響で、発振周波数が微妙にずれてしまう。
マーカー発振器の発振周波数を較正するには、まず受信機で標準電波等の周波数が正確な電波を受信しておく。次にマーカー発振器が標準電波と同じ周波数を発振するように動作させる。マーカー発振器の周波数がずれていれば、受信機からはビート音が聞こえる。ビート音の周波数が低くなり、やがてゼロビートになるように、マーカー発振器の半固定コンデンサを回せば、マーカー発振器の較正は完了する。